# Ратньюр
Ратньюр (англ. Rathnure; ирл. Rath an Iir, «крепость тисовых деревьев») — деревня в Ирландии, находится в графстве Уэксфорд (провинция Ленстер) на региональной дороге R731 в 12 километрах от Эннискорти.